# Drymoluber
Drymoluber — рід змій родини полозових (Colubridae). Представники цього роду мешкають в Південній Америці.

## Види
Рід Drymoluber нараховує 3 види:
- Drymoluber apurimacensis Lehr, Carrillo & Hocking, 2004
- Drymoluber brazili (Gomes, 1918)
- Drymoluber dichrous (W. Peters, 1863)

## Етимологія
Наукова назва роду Drymoluber походить від сполучення наукових назв родів Drymobius Fitzinger, 1843 і Coluber Linnaeus, 1758.